# 富山地域鉄道部

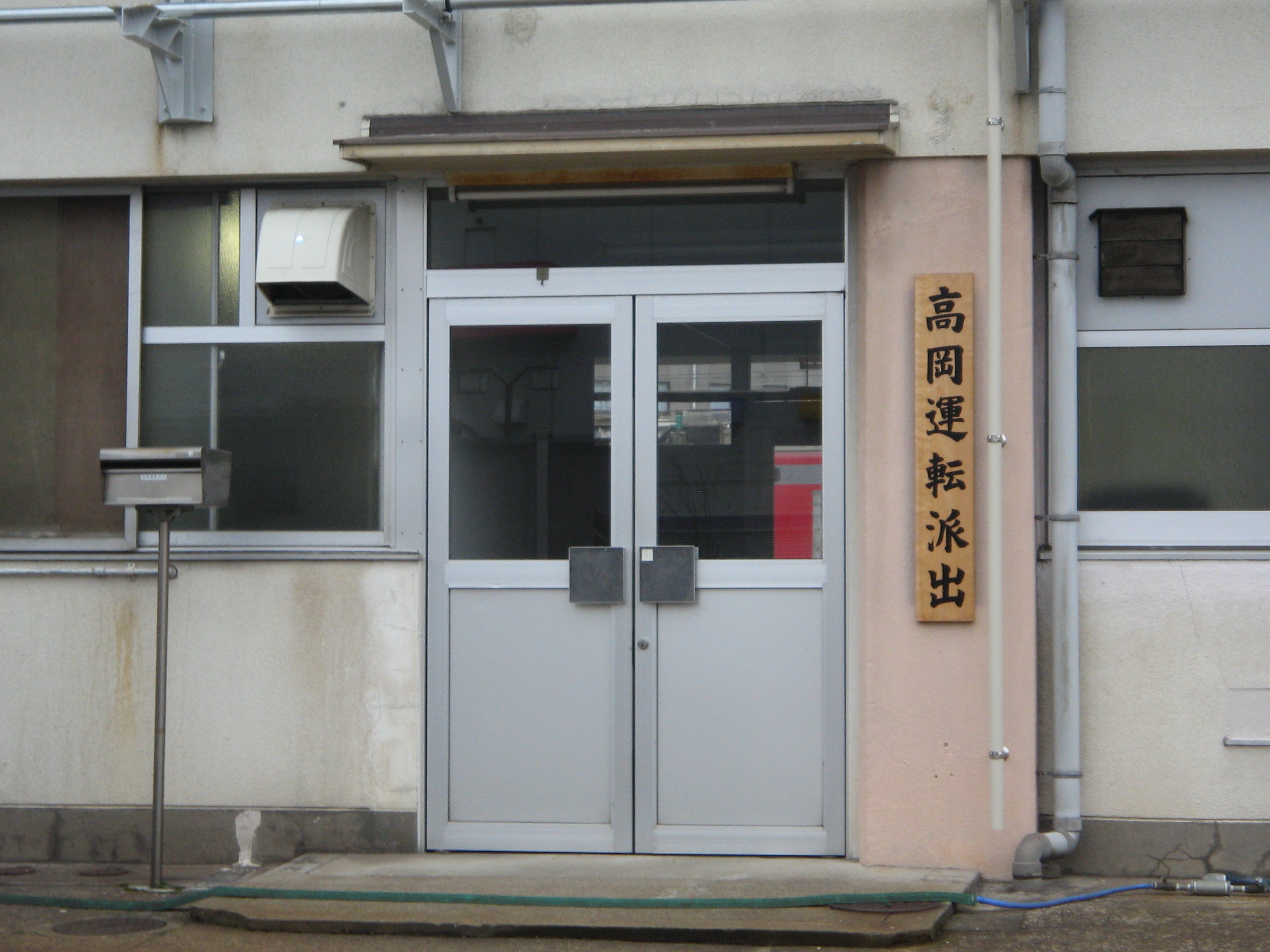
高岡運転派出
（2010年3月1日）

富山地域鉄道部（とやまちいきてつどうぶ）は、富山県富山市にかつて存在した西日本旅客鉄道（JR西日本）の地域鉄道部の一つである。
本項では、北陸地域鉄道部についても記述する。

## 概要
ローカル線の活性化と効率的な鉄道運営ができるように、JR西日本は1990年6月1日から主に支線区に対して鉄道部制度を導入していたが、1995年10月1日から鉄道部制度を幹線系の地域にも導入し、地域鉄道部として地域の特性に応じた業務が行われた。
当初は北陸地域鉄道部として発足し、2009年に高岡鉄道部との統合により富山地域鉄道部となった。
富山地域鉄道部は富山駅構内に位置しており、主に富山県内の鉄道運営を行っていた。金沢支社が管轄していた。

### 管轄路線
※2015年3月13日時点。
- 北陸本線：市振駅 - 石動駅間（現・あいの風とやま鉄道、ただし、市振駅は金沢支社糸魚川地域鉄道部の管轄）
- 高山本線：猪谷駅 - 富山駅間
- 城端線：全線
- 氷見線：全線

## 配置車両の車体に記される略号
旅客車は金沢支社の略号である「金」と、富山の電報略号である「トヤ」から構成される「金トヤ」である。機関車は富山を意味する〔富〕である。

## 配置車両
2014年4月1日時点の配置車両は以下の通りで、すべて富山運転センター車両管理室に配置されていた。なお、富山地域鉄道部廃止以降、これらの車両は金沢総合車両所富山支所の所属となった。

### 気動車
- キハ120形（14両）

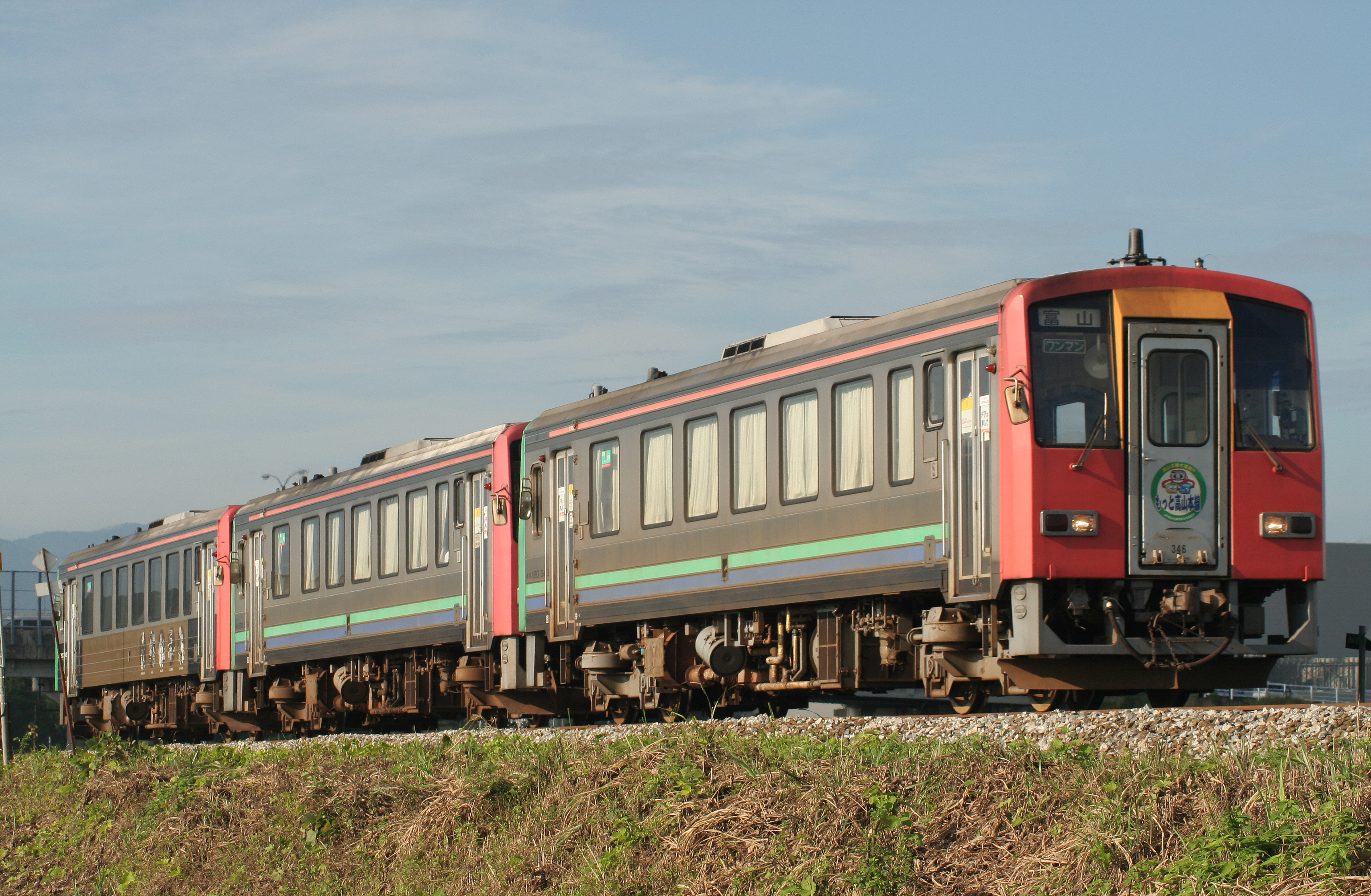
キハ120形気動車

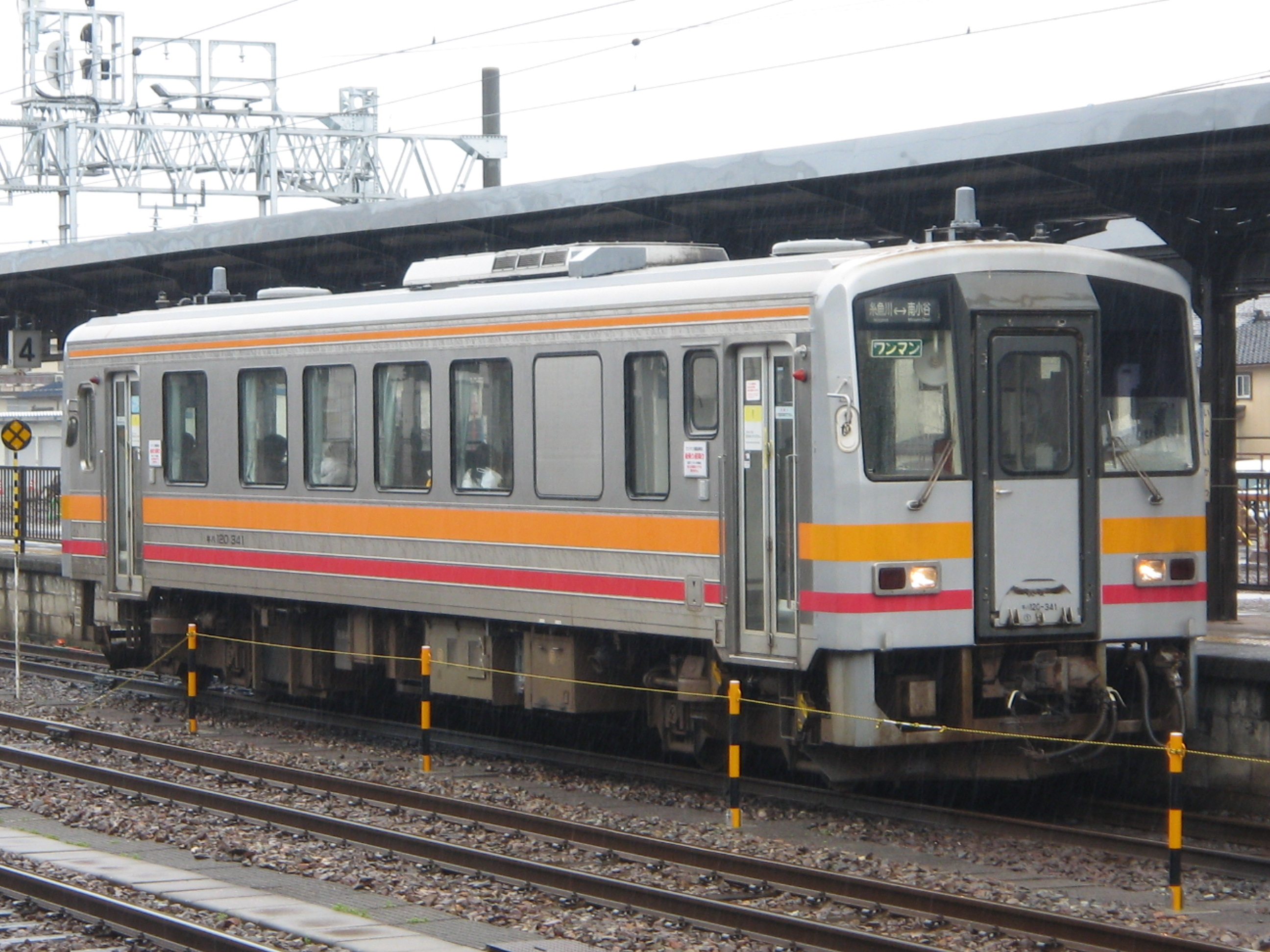
キハ120 341

  - 300番台14両が配置されている。高山本線（富山駅 - 猪谷駅間）と大糸線（糸魚川駅 - 南小谷駅間）で運用される。
  - 高山本線用の車両と大糸線用の車両で運用が分かれており、高山本線用車両は当センターを拠点に運用され、大糸線用車両は糸魚川地域鉄道部糸魚川運転センターに常駐する。
  - 2003年10月1日ダイヤ改正までは、東海旅客鉄道（JR東海）管轄の高山本線猪谷駅 - 高山駅間でも運用された。また、2001年3月3日ダイヤ改正から2006年（平成18年）2月28日まで、富山ライトレールへ移管される前の富山港線（直流1,500 V電化）でも日中時間帯などに運用された。
- キハ40形（9両）
  - 2000番台9両が配置されている。城端線・氷見線で運用され、全車がワンマン運転に対応している。
  - 一部の車両は「忍者ハットリくん」ラッピング列車となっている。
- キハ47形（15両）
  - 0番台が7両、1000番台が8両、計15両が配置されている。城端線・氷見線で運用され、ほとんどの車両がワンマン運転に対応している。

### 機関車
- DD15形（5両）
  - 5両（11, 13, 14, 15, 31号機）が配置されている。ラッセル式除雪車。なお、冬季は高岡運転派出、糸魚川地域鉄道部糸魚川運転センターにも常駐する。
- DD16形（1両）
  - 300番台の1両（304号機）が配置されている。ラッセル式除雪車。糸魚川地域鉄道部糸魚川運転センターに常駐しており、主に大糸線での除雪に運用される。
- DE10形（6両）
  - 6両（1035, 1116, 1119, 1541号機）が配置されている。
  - レール輸送などの工事列車を牽引するほか、2013年3月15日までは氷見線、城端線の貨物輸送も担っていた。なお、金沢総合車両所松任本所、運転研修センター、敦賀地域鉄道部敦賀運転センターにも常駐する。
- DE15形（2両）
  - 2両（1504, 1532, 1541号機）が配置されている。ラッセル式除雪車。
  - 1541号機はJR東海美濃太田車両区の配置車を2012年にJR西日本が購入したものである。

### 貨車
- ホキ800形（6両）
  - 事業用車として6両が配置されている。バラスト輸送用ホッパ車。高岡駅及び糸魚川駅常備となっている。

## 過去の配置車両
- キハ52形

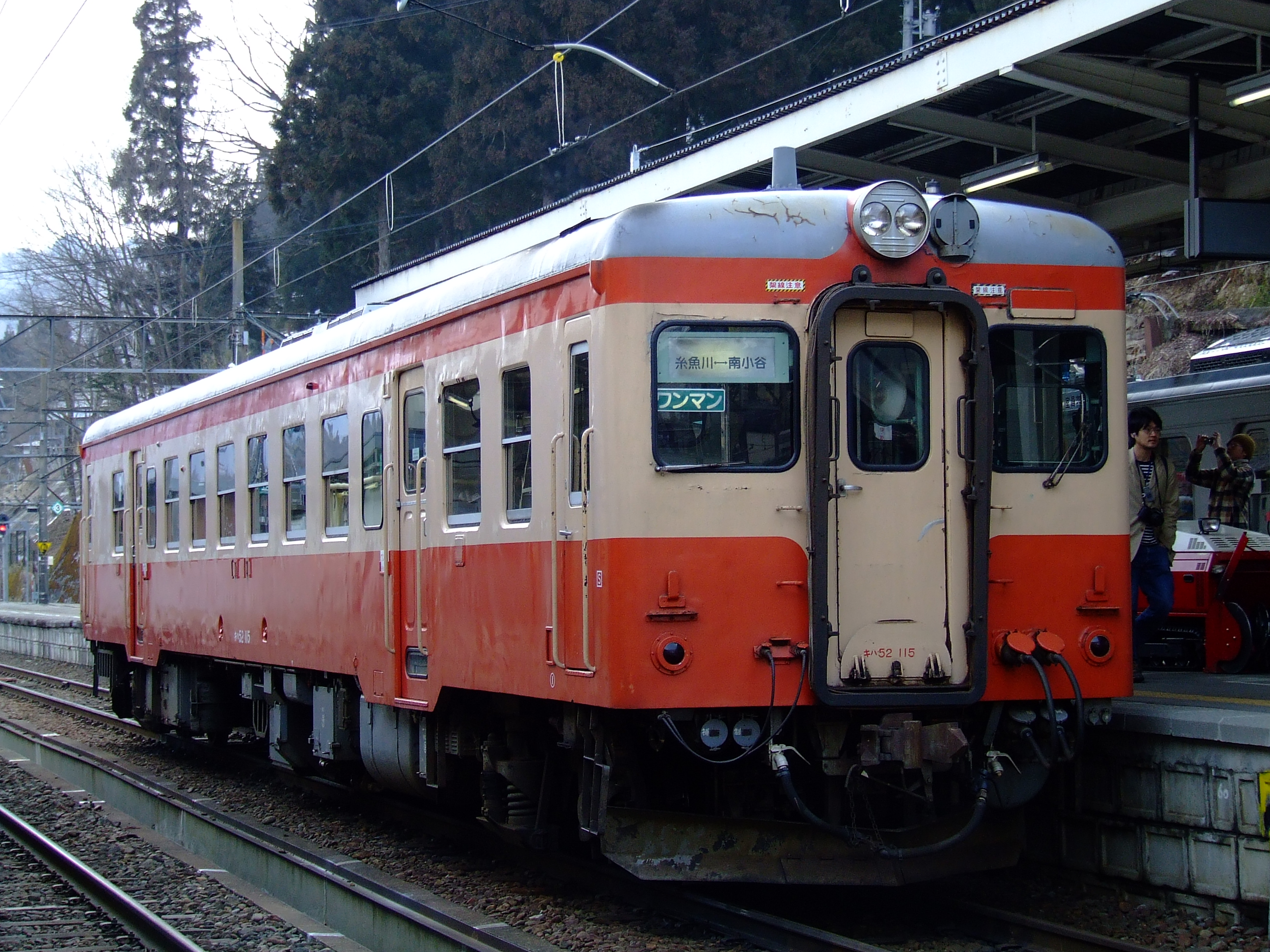
キハ52 115

  - 北陸地域鉄道部に大糸線用として100番台が所属していたが、老朽化に伴い2010年3月13日のダイヤ改正でキハ120形に置き換えられて引退した。最後まで残っていた3両（115・125・156）を用いたさよなら運転が3月20日から22日にかけて行われ、115は3月31日付で廃車となった。しかし、鉄道ファンや地元を中心に再び運転を望む強い要望があったため、残っていた2両を用いて5月と8月に快速「ジオパーク」として臨時列車が運転された。
  - 臨時運転を行った後、10月までに残る2両も廃車された。廃車された車両はそれぞれ、115は岡山県津山市の津山扇形車庫にて静態保存、125は12月にいすみ鉄道に譲渡され2011年4月より営業運転を開始している。156は糸魚川市が譲り受け、現在は糸魚川駅構内にある「糸魚川ジオステーションジオパル」内にて静態保存されている[3]。

- キハ58系

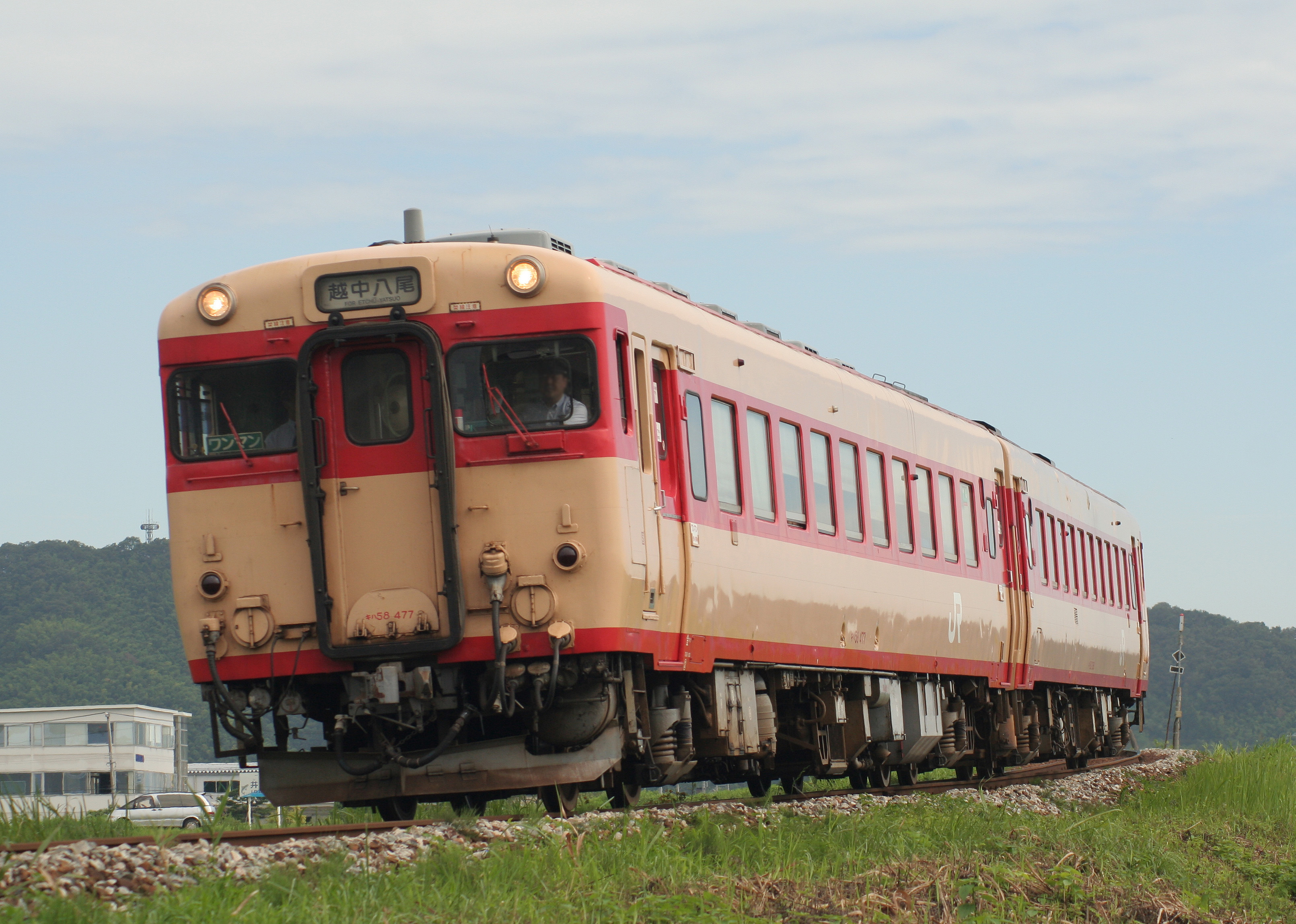
キハ58系気動車（国鉄色）

  - 2006年10月21日より開始された高山本線社会実験に伴う列車増発のため、高岡鉄道部で保留車となっていた2両が富山鉄道部に転入。2007年には越美北線での運用を終えた越前大野鉄道部の2両も転入し、4両体制となる。配置車両はキハ58形2両 (477, 1114) 、キハ28形2両 (2346, 2360) 。
  - 富山鉄道部には1996年3月16日のダイヤ改正でキハ120形に置き換えられるまでキハ58系が配置されており、その中にはキハ58 477とキハ28 2346の2両も含まれていた。
  - 2011年3月のダイヤ改正で定期運用から引退し、キハ28 2346を除く3両は全て廃車・解体された。
  - キハ28 2346は保留車として残り、2012年7月24日付で除籍されたのち、2012年10月にいすみ鉄道へ譲渡された。

## 乗務範囲
北陸本線富山貨物駅構内にある運転士が所属する富山運転センターがあり、高岡駅構内には高岡運転派出が設けられていた。また、金沢支社で唯一となる車掌のみ所属する乗務員区所、富山車掌センターがあった。
- 富山車掌センター：北陸本線富山駅構内にある車掌が所属する区所。富山地域鉄道部所属のすべての車掌および客室乗務員が所属していた。2013年（平成25年）4月1日にそれまでの名称であった富山運転派出から変更された。廃止時点でJR西日本唯一の「車掌センター」であった。
- 高岡運転派出：富山県高岡市の高岡駅構内にある乗務員区所で、気動車の運転士が所属していた。車両基地でもある。高岡鉄道部が富山地域鉄道部に統合されたことにより、高岡運転派出に改組されて発足した。

## 歴史

### 国鉄時代
- 1986年（昭和61年）3月1日：富山第一機関区を富山運転所に改称[4]。

### 国鉄分割民営化後
- 1995年（平成7年）10月1日：北陸地域鉄道部が発足[5]。富山運転所が統合される[6]。
- 2008年（平成20年）6月1日：北陸地域鉄道部に富山鉄道部が統合される。これにより富山鉄道部運転科は北陸地域鉄道部富山運転センターに転入する形となり廃止される。
- 2009年（平成21年）6月1日：北陸地域鉄道部と高岡鉄道部とが統合され、富山地域鉄道部になる[7]。北陸地域鉄道部富山運転センター・北陸地域鉄道部富山運転派出・高岡鉄道部運転科はそれぞれ富山地域鉄道部富山運転センター・富山地域鉄道部富山運転派出・富山地域鉄道部高岡運転派出に継承。
- 2015年（平成27年）3月14日：北陸新幹線長野 - 金沢間の開業に伴い廃止。富山運転センター車両管理室は金沢総合車両所へ統合され、同所の富山支所へ改組[2]。城端線・氷見線・高山本線の管轄区間は北陸広域鉄道部に移管、北陸本線の管轄区間をあいの風とやま鉄道に経営移管。